# Sandsvatn
Sandsvatn is een meer op de Faeröer. Het meer is gesitueerd op het eiland Sandoy nabij de plaats Sandur. Met een oppervlakte van 0,8 vierkante kilometer is Sandsvatn het op twee na grootste meer van de Faeröer. Het meer is maximaal vijf meter diep.